# 밀크초코 (게임)
밀크초코(MilkChoco, 약칭: 밀초)는, 파라디소에서 개발한 3인칭 슈팅 비디오 게임이다.
밀크초코의 게임모드는 크게 3가지(배틀로얄, 일반전, 스타리그)로 나뉜다. 일반전은 밀크 팀과 초코 팀이 5:5로 나뉘어 대결하는 방식이고, 배틀로얄은 여러 명의 참가자들이 각기 다른 곳에서 출발하여 아이템을 획득하며 경기 구역 제한을 피해 살아남는 배틀 로얄 형식의 모드이다. 스타리그는 일반전과 같은 틀이지만 "스타포인트(SP)"에 따라 티어가 결정되며, 패배 시 SP를 잃는 형식의 모드이다.

## 반응
밀크초코는 2017년 8월, 출시 5개월만에 글로벌 다운로드 500만 건을 기록했다.

## 수상
- "구글플레이 인디 게임 페스티벌 2017" Top 10 선정.
- "2017 구글플레이 올해를 빛낸 인기 게임" 수상.